# مارك غريس
مارك غريس (بالإنجليزية: Mark Grace)‏ هو لاعب كرة قاعدة أمريكي، ولد في 28 يونيو 1964 في وينستون-سالم في الولايات المتحدة.

## وصلات خارجية
- مارك غريس على موقع دوري كرة القاعدة الرئيسي (الإنجليزية)
- مارك غريس على موقعبيزبول رفرنس.كوم (الدوري الرئيسي) (الإنجليزية)
- مارك غريس على موقعبيزبول رفرنس.كوم (الدوري الثانوي) (الإنجليزية)
- مارك غريس على موقع إي إس بي إن.كوم (أم.أل.بي) (الإنجليزية)
- مارك غريس على موقع مشجعي الرسوم البيانية (الإنجليزية)
- مارك غريس على موقع إن إن دي بي (الإنجليزية)
- مارك غريس على موقع ديسكوغز (الإنجليزية)